# 伊勒杜迷失
沙姆斯·烏德·丁·伊勒杜迷失（?-1236年），是德里蘇丹國的第三任蘇丹（统治者）。他是奴隸王朝最偉大的統治者。
他是欽察玉里伯里部人，在幼年時，他被兄弟騙賣為奴隸。後被德里總督艾巴克購買，並和他女兒結婚，後來打敗艾巴克的兒子成為了統治者，1210年登基。
他成為蘇丹後，積極讓他的王國擴大。公元1220年代，蒙古人在印度河一帶追擊花剌子模王朝的流亡統治者札蘭丁，他盡可能避免與蒙古正面衝突。
他在公元1236年去世，他想到自己兒子不是好統治者，他提名他的女兒拉齊婭出任下一位蘇丹。